# Consoante vibrante múltipla
A consoante vibrante múltipla é a consoante que é produzida através de vibrações de um dos órgãos articuladores do sistema vocal humano contra outro.
A principal característica das vibrantes múltiplas são as vibrações ocasionadas ao posicionar alguma parte móvel do aparelho vocal próxima o suficiente de uma outra parte, ao ponto de quando passar uma corrente de ar, a parte móvel passe a vibrar. De forma semelhante também é feita a sonorização dos fones, pois a sonorização é produzida vibrando as cordas vocais, que ficam na laringe, essas vibrações não são controladas como se fossem uma única vibração por vez, mas precisa haver um espaço estreito o suficiente para que apenas a passagem de ar produza a vibração.
Na maioria das línguas, o "r" é realizado como vibrante múltipla alveolar/dental (AFI [r]), vibrando a ponta ou a borda da língua contra o alvéolo. E em algumas outras línguas, o "r" são vibrações articuladas na úvula [ʀ], embora nem sempre as vibrantes são representados pelo "r", como no caso da vibrante bilabial [ʙ].
Em muitas línguas, as vibrantes bilabiais são pré-nasalizadas, que se originaram a partir de sequências como o de uma consoante oclusiva sonora pré-nasalizada precedendo uma vogal arredondada de qualidade relativamente posterior e alta, por exemplo, uma sequência como [mbu], que passa a ser vibrante, apresentando apenas uma curta oclusão oral [mbʙu].